# Фараболи, Джованни
Джованни Фараболи (итал. Giovanni Faraboli, 23 марта 1876, Сан-Секондо-Парменсе, Эмилия-Романья — 4 февраля 1953, Парма, Эмилия-Романья) — итальянский профсоюзный деятель, член Итальянской социалистической партии и основатель сельскохозяйственных кооперативов в районе Пармской низменности.

## Биография
Фараболи начал свою политическую деятельность в 1901 году, когда основал Лигу фермеров в Фонтанелле-ди-Роккабьянка, став её президентом. Он вступил в Итальянскую социалистическую партию в 1902 году как сторонник реформистского течения и, снова в Фонтанелле, основал обширную сеть сельскохозяйственных кооперативов с относительной профсоюзной организацией, распространив её и на соседние территории.
С назначением Альцеста де Амбриса директором Палаты труда Фараболи сотрудничал с новым секретарём, заставив профсоюзное движение сильно продвинуться вперед, кульминацией чего стал успех аграрной забастовки в Эмилии в мае 1907 года.
В 1914 году Фараболи принял сторону нейтралистов, чтобы не вмешиваться в конфликт, и после административных выборов в том же году был избран в муниципальный совет Роккабьянки, где продолжил свою деятельность против безработицы и надвигающейся войны.
В 1919 году в Роккабьянке вспыхнули первые беспорядки, организованные аграриями и торговцами против социалистических кооперативов. Ожесточённые споры вызывает мэр Роккабьянки Паоло Бертолуцци, друг и соратник Фараболи. В том же году по тем же причинам вспыхнули беспорядки и в соседнем городе Буссето.
В 1921 году сквадристы штурмовали Дом социалистов в Пьеве-Оттовилле, а в следующем году та же участь постигла Дом социалистов в Фонтанелле. В этот момент Фараболи покинул Фонтанелле и отправился в Милан, где продолжил свою деятельность в качестве члена национального руководства Социалистической партии и официального лица Лиги кооперативов.
Учитывая его антифашистскую деятельность, после эскалации фашистских репрессий против ИСП и нападения на Дзанибони, Фараболи укрылся во Франции, в Тулузе, где многие итальянские рабочие, и в частности Парма, уже направили свои силы на продолжение деятельности в противовес фашистскому режиму. Он вернулся на родину только по окончании Второй мировой войны.
Президент Луиджи Эйнауди вручил ему Орден Звезды итальянской солидарности в 1951 году.
Умер в Парме, в приюте для неизлечимых, 4 февраля 1953 года.
Писатель Джованнино Гуарески был вдохновлён им на создание литературного персонажа Пеппоне.

## Награды
- Орден Звезды итальянской солидарности — Рим, 10 марта 1951 года[5].

## Память
- Новый мост Сан-Секондо через реку Таро был назван в честь Джованни Фараболи в 2004 году.